# OBS 라디오
OBS 라디오 또는 OBS경인FM은 대한민국 수도권의 민영 방송사인 OBS경인TV의 종합 라디오 방송 채널로, 2023년 3월 30일에 개국하였다.

## 역사
원래 수도권 주파수 FM 99.9㎒에 가장 먼저 자리를 잡았던 방송사는 1997년 12월 2일에 개국한 경기방송이었다. 호출부호 HLDS-FM, 출력 5㎾로 방송했지만, 내부 문제로 2020년 3월 30일에 폐국하였다. 2021년 9월에 라디오 신규 방송사업자 공모 신청 먼저 시작해, 같은 달 11월 12일, 라디오 신규 방송사업자 공모에 7곳을 신청 완료하였다. 신청 법인은 경인방송, 경기도, 도로교통공단, OBS경인TV, 케이방송, 뉴경기방송, 경기도민방송 등. 2022년 2월에 라디오 방송 사업자 공모 결과 도로교통공단이 최고점을 평가받아 사업자로 확정되었지만, 사업 내용이 도로교통법에 저촉되는 문제가 발견되자 최종 선정이 한시적으로 보류되었다.
2022년 5월 17일에 OBS경인TV를 인수 의향 사업자로 선정하였다. 동년 8월 25일에 라디오 방송국 허가를 받았으며, 경기방송의 주파수를 이관받았다. 2023년 2월 22일에 호출부호 HLMD-FM을 부여받고 시험방송을 시작한 후, 2023년 3월 30일에 정식 개국했다.

## 특징
OBS경인TV와 함께 광고방송(상업광고방송)을 개시하였다. 광고방송(상업광고방송)을 일체 하는 것이 라디오 채널이다.

## 방송 프로그램
모든 프로그램은 당연히 수원 스튜디오에서 제작되지만, 4분 뉴스와 뉴스 10 인천경기, 뉴스 730에 한해서는 부천 사옥에 라디오 뉴스 스튜디오를 두고 송고하는 것으로 보인다.
KBO 프로야구 중계는 화~금요일 저녁 6시 30분부터 밤 10시까지, 토요일 저녁 5시부터 밤 9시까지, 일요일 오후 2시부터 저녁 6시까지는 SSG 랜더스 홈 경기 편파 중계를 진행했다. 다만, 혹서기로 분류하는 7~8월은 토요일 경기가 저녁 6시부터 밤 10시까지 진행되며 일요일 경기는 6월부터 8월까지 저녁 5시부터 밤 9시까지 방송되었다. 캐스터는 김준우 아나운서, 해설진으로 윤희상, 송재우, 이재국을 영입해 세 명의 해설위원이 돌아가면서 해설을 맡았다.
2025년 5월 1일 기준

### 평일
- 06:00《오늘의 음악》(연출/진행: 한준탁 PD)
- 07:00《굿모닝 OBS》(진행: 최진만 기자 / 연출: 소영선 PD)
- 09:00,23:00(재)《모닝 브레이크》1, 2부 (연출/진행: 배즙 (배형진 PD))
- 10:00《OBS 뉴스》
- 10:04,00:00(재)《모닝 브레이크》3, 4부 (연출/진행: 배즙 (배형진 PD))
- 11:00,02:00(재)《돈키오테》(진행: 최지해 / 연출: 김현아 PD)
- 12:00《OBS 뉴스》
- 12:04,04:00(재)《뮤직 EXPRESS》(진행/연출: 주혜경)
- 14:00《OBS 뉴스》
- 14:04《이창명의 특송》(진행: 개그맨 이창명 / 연출: 장주영 PD )
- 16:00《OBS 뉴스》
- 16:04《파워라이브》(연출/진행: 서린 [전 가비엔제이])
- 18:00,01:00(재)《오늘의 기후》(진행: 김희숙 기후환경디제이, 작가 / 연출: 노광준 PD)
- 19:30《OBS 뉴스 730》(TV 수중계)
- 20:00《우리들의 여행스케치》(진행/연출: 남준봉 [여행스케치])
- 22:00《OBS 뉴스 10 인천경기》(TV 수중계)
- 22:30《나만의 플레이리스트》(진행: 한준탁 PD)
- 05:58《여기는 OBS 라디오》

### 주말
- 06:00《오늘의 음악》(진행: 한준탁 PD)
- 07:00《굿모닝 OBS》(진행: 최진만 기자)
- 09:00,23:00(재)《모닝 브레이크》(진행: 배즙 (배형진 PD))
- 11:00,03:00(재)《돈키오테》(진행: 최지해)
- 12:00,04:00(재)《뮤직 EXPRESS》(진행: 주혜경)
- 14:00《이창명의 특송》(진행: 이창명)
- 16:00《OBS 뉴스》
- 16:04《파워라이브》(진행: 서린 (전 가비엔제이))
- 18:00,01:00(재)《오늘의 기후》(진행: 김희숙)
- 19:30《OBS 뉴스 730》(TV 수중계)
- 20:00,02:00(재)《주말 우리들의 여행스케치》(진행: 최지해)
- 22:00《전국 라디오 자랑》
- 05:58《여기는 OBS 라디오》

### 종영 프로그램
- 《퇴근길 프리덤》
- 《소프라노 자원의 클래식 애플민트》
- 《OBS 정오종합뉴스》
- 《리듬파워의 리듬파워》
- 《공태희의 적당덕후》
- 《라라랜드》
- 《라디오 문학관》
- 《한영우의 올드팝》
- 《특집 OBS 초대석》
- 《경인 마을 라디오》
- 《뉴스 & 뮤직》
- 《음악공작소》

## 방송 송출 시설망
- 전파 수신 가능 지역 : 경기도 일원, 인천광역시, 서울특별시 일부, 충청남도 북부, 세종특별자치시 일부, 충청북도 북부, 강원도 영서 일부

| 송신소        | 주파수    | 출력 | 호출부호 | 송신소 위치                         | 비고 |
| ------------- | --------- | ---- | -------- | ----------------------------------- | ---- |
| 광교산 송신소 | FM 99.9㎒ | 5㎾  | HLMD-FM  | 경기 용인시 수지구 고기동 산52-2    |      |
| 용문산 중계소 | FM 99.9㎒ | 500W | HLMD-FM  | 경기 양평군 용문면 연수리 934       |      |
| 감악산 중계소 | FM 99.9㎒ | 500W | HLMD-FM  | 경기 파주시 적성면 첫마을길 311-543 |      |

## 아나운서
OBS 라디오 별도의 아나운서는 없음. OBS경인TV 아나운서들이 프로그램을 진행하기도 함. 기존 경기방송 시절 아나운서들이 OBS 라디오에서 계속 진행을 맡는 경우가 있어 아나운서로 소속된 걸로 생각하기도 함.

## PD
- 김현아
- 배형진
- 노광준
- 장주영
- 소영선
- 김동희

## 작가
- 김선형, 황수민 (굿모닝 OBS)
- 신진란, 김윤하 (모닝 브레이크)
- 한상진 (오늘의 기후)
- 홍석현 (뮤직 EXPRESS)
- 장소연 (돈키오테)
- 허윤선 (음악공작소, 오늘의 기후, 우리들의 여행스케치, 주말 우리들의 여행스케치)
- 홍소영 (오늘의 기후)
- 써니 (이창명의 특송)
- 조은별 (파워라이브)
- 나정훈 (OBS 라디오 아나운서, 전 경기방송 아나운서)

## 시보 멘트
| “ | FM 99.9㎒, OBS 라디오입니다. HLMD-FM | ” |
|   | — 2023년 3월 30일 ~ 현재             |   |

## 제공 시보
- OBS 라디오 로고송
- 인천국제공항공사
- 인천광역시
- 의정부시
- 한국투자증권

## 같이 보기
- KBS 제1FM
- KBS 제2FM
- Gugak FM
- 국회방송